# GutsMuths-Gymnasium

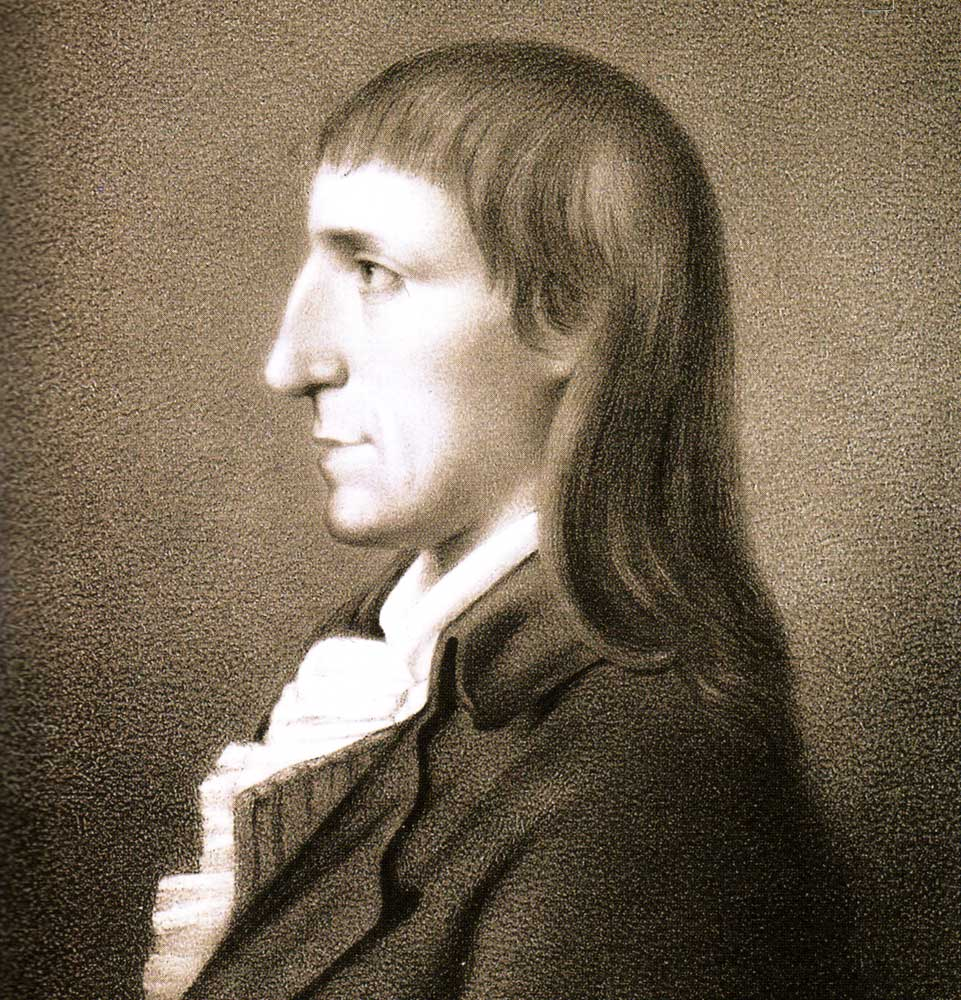
Johann Christoph Friedrich GutsMuths, Namensgeber der Schule

Das GutsMuths-Gymnasium in Quedlinburg ist ein Gymnasium in Trägerschaft des Landkreises Harz. Es umfasst die Schulgebäude im Konvent und in der Süderstadt.

## Name
Die Schule ist benannt nach dem Pädagogen und Sportlehrer Johann Christoph Friedrich GutsMuths, einem Sohn der Stadt Quedlinburg.

## Geschichte
1903 wurde der Schulbau im Konvent 26a als GutsMuths-Oberrealschule eingeweiht, nachdem 1902 die Grundsteinlegung erfolgt war. Eine Vorgängerrealschule existierte am Standort des heutigen Bildungshaus Carl Ritter. 1904 erhielt sie den Namen GutsMuths-Realschule. Die zunächst zehnklassige Schule wurde zur zwölfklassigen Oberrealschule für Jungen erweitert, erst ab 1918 war diese auch Mädchen offen. 1926 schied altersbedingt der Direktor Hermann Lorenz aus dem Amt. 1929 erfolgte ein erster Anbau. Die Schule erhielt 1932 die Bezeichnung GutsMuths-Schule. Städtisches Reformrealgymnasium mit Oberrealschule. In der Zeit des Nationalsozialismus wurden Mädchen vom Unterricht ausgeschlossen und erst 1946 wieder zugelassen.
Ab 1960 wird gemäß den neuen Schulbezeichnungen in der DDR die Schule zur Erweiterten Oberschule Quedlinburg umbenannt.
Seit dem Schuljahr 1991/92 als GutsMuths-Gymnasium geführt, wird seitdem von der fünften Klasse an zur Hochschulreife geführt. Abweichungen gab es Ende der 1990er Jahre durch die Einführung der 13. Klasse und der damit verbundenen Förderstufe, wo fünfte und sechste Klassen noch gemeinsam in den Realschulen unterrichtet wurden. Dies wurde jedoch nach sieben Jahren wieder zurückgenommen, so dass nur von 2002 bis 2006 das Abitur nach 13 Jahren abgelegt wurde.

### Zusammenlegung der Gymnasien
Infolge der sinkenden Schülerzahlen waren zwei Quedlinburger Gymnasien nicht haltbar. Wegen der weiten Schulwege war das Erxleben-Gymnasium alleine nicht haltbar, so dass seitens des Trägers das GutsMuths-Gymnasium als Hauptstandort favorisiert wurde und das Gymnasium in der Süderstadt aufgegeben werden sollte. Dies brachte Proteste vor allem der Eltern der Süderstadt hervor, die ihre Schüler nicht bis in das Stadtzentrum schicken wollten. Auch durch Initiative des Schülerrates des GutsMuths-Gymnasiums gab es Überlegungen, anstelle der Schließung des Erxleben-Gymnasiums dieses mit dem GutsMuths-Gymnasium fusionieren zu lassen. Nach Überprüfungen des Schulträgers und neu bekanntgewordenen baulichen Mängeln des Gebäudes in der Weyhestraße (Haus II) wurden Vorbereitungen zur Fusion der beiden Gymnasien begonnen. Abzuwägen waren hier das vollkommen neu gestaltete Sportgelände in der Weyhestraße, die Baumängel im Schulgebäude gegen die erfolgten Sanierungen in der August-Bebel-Straße und dem erheblichen Sanierungsbedarf des dortigen Schulgeländes und Sportkomplexes. Zu Beginn des Schuljahres 2004/05 wurde die Fusion vollzogen. Dabei werden die Schüler der Sekundarstufe 1 im Gebäude im August-Bebel-Ring unterrichtet, die Schüler der Sekundarstufe 2 im historischen Gebäude im Konvent. Mit dem Beschluss des Kreistages vom 8. Dezember 2004 wurde der Name GutsMuths-Gymnasium festgelegt. Im Jahr 2006 wurden die Sportanlagen in der Süderstadt für 371.000 € grundlegend erneuert. Die unterschiedlichen Prägungen der beiden Gymnasien (einerseits naturwissenschaftlich-sport-historisch, andererseits multimedial) erschweren die Fusion, da das Verhältnis beider Schulen vor der Fusionierung nicht als angenehm galt. Aus diesem Grund verzichtete der ehemalige Schulleiter des GutsMuths-Gymnasiums, Herr Raymund Witte, auf seine Funktion als Schulleiter mit einem möglichen Stellvertreter, Herrn Joachim Friedrich. Daher wurde die Schulleitung des Erxleben-Gymnasiums auch die Schulleitung des fusionierten GutsMuths-Gymnasiums.

### Entwicklung der Schülerzahlen
| Schuljahr | Gesamtschülerzahl | Jungen | Mädchen | Klassenzahl | Bemerkungen                         |
| --------- | ----------------- | ------ | ------- | ----------- | ----------------------------------- |
| 2001/02   | 576               |        |         |             |                                     |
| 2004/05   | 1010              | 447    | 563     | 43          | 5.–13. Klasse, Fusion der Gymnasien |
| 2008/09   | 588               | 261    | 327     | 26          | 5.–12. Klasse                       |
| 2012/13   | 663               |        |         |             | [ 5 ]                               |
| 2013/14   | 634               |        |         |             | [ 6 ]                               |
| 2014/15   | 635               |        |         |             | [ 7 ]                               |
| 2015/16   | 644               |        |         |             | [ 7 ]                               |
| 2016/17   | 613               |        |         |             | [ 7 ]                               |
| 2017/18   | 601               |        |         |             | [ 8 ]                               |
| 2018/19   | 573               |        |         | 25          | [ 9 ]                               |
| 2019/20   | 543               |        |         | 23          | [ 9 ]                               |
| 2022      | 595               |        |         |             |                                     |

Der Schulentwicklungsplan 2014 weist zum Schuljahr 2023/2024 eine voraussichtliche Schülerzahl von 648 Schülern aus.

## Gebäude

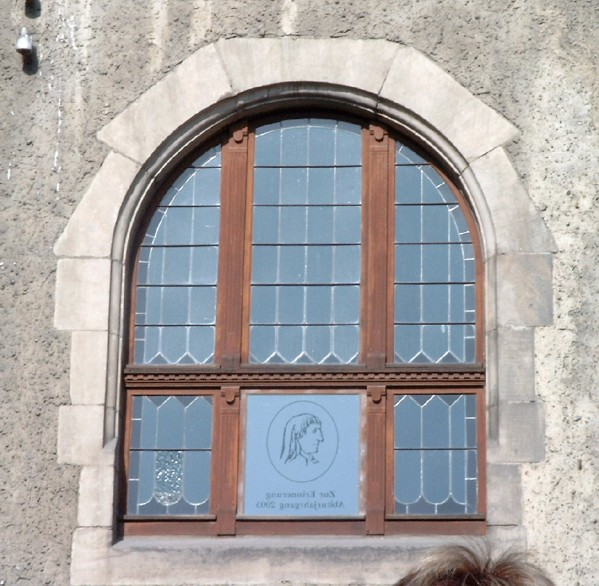
„Zur Erinnerung – Abiturjahrgang 2003“, ein Geschenk der ehemaligen Schüler. Zu sehen am hinteren Haupteingang im Konvent. Der Text ist nur von innen zu lesen.

### Konvent 26a
Das denkmalgeschützte Gebäude in der Neustadt ist ein Neorenaissance-Bau mit floralen Jugendstil-Elemente und einer Gliederung durch Werksteinelemente. Es besteht aus dem Altbau (entlang der Kaplanei, gebaut 1902/03 nach Plänen des Stadtbaurates Paul Laumer) und dem Neubau (Erweiterung im Konvent Richtung Steinweg). Das zweistöckige Gebäude ist in historischer Substanz erhalten. Der Keller wurde mit Sanitäranlagen, Aufenthaltsraum (heute teilweise als Internetcafé genutzt) und Unterrichtsräumen nutzbar gemacht. Das Kunstkabinett befindet sich im Atelier des Dachgeschosses.
Besonderheit sind die (in der Regel) GutsMuths-spezifischen Hinweise, die als Geschenke ehemaliger Abiturjahrgänge erhalten geblieben sind. Dazu gehören unter anderem der Eisenschriftzug „GutsMuths-Gymnasium“ über dem Zugang zum Schulgelände im Konvent, „der Stein der Erinnerung“ vor dem hinteren Haupteingang, das GutsMuths-Erinnerungsfenster (Abiturjahrgang 2003) oder aber auch den „Lebensbaum“ neben der Turnhalle im Konvent. Diese Geschenke wurden von den Abiturienten und teilweise dem Förderverein finanziert und bis zum letzten Schultag in der Regel geheim gehalten.
Das Gebäude ist von einer Grünfläche umgeben. Die Einfriedung besteht aus mit einem Aufsatz aus Sandstein versehenen Pfeilern sowie dazwischen angeordneten Hecken (die Hecken wurden in den 2010er Jahren vollständig entfernt). Der Komplex ist im Quedlinburger Denkmalverzeichnis als Schule eingetragen.

### Weyhestraße 1 (1991–2004)
Der Plattenbau ist direkt an der Kleerswiese und dem gleichnamigen Wohngebiet gelegen und zu DDR-Zeiten als Polytechnische Schule Hans Beimler geführt. Nach der Wende wurde dieses als Haus 2 zum neugebildeten GutsMuths-Gymnasium zugeordnet. Neben dem großzügigen Schulhof gehört rückseitig nach Renaturierungen und Umbau noch eine kleine Parkanlage mit Teich. Der Sportplatz wurde Mitte der 1990er Jahre umfassend mit Tartangrundlage und Innenkäfig saniert.
Das Gebäude wird nach Aufgabe durch das fusionierte Gymnasium durch die Berufsbildende Schule J.P.C. Mette genutzt.

### August-Bebel-Ring 19 (ab 2004)
Der für diese Zeit typische Plattenbau  wurde nach seiner Errichtung zum Schuljahr 1975/76 als Bernhard-Koenen-Oberschule (POS) eingeweiht. Dieses Gebäude wurde ab 1991 vom Süderstadt-Gymnasium (später Dorothea-Christiane Erxleben-Gymnasium) genutzt. Bereits im Jahr 2000 wurde das Gebäude barrierearm um- und ein Außenfahrstuhl eingebaut. Mit der Zusammenlegung der Quedlinburger Gymnasien wurde dieses als Haus Erxleben weitergeführt. Umfangreiche Sanierungen des Gebäudes, der Turnhalle, des Schulgeländes und Sportplatzes waren und sind notwendig, um im Gebäude den Schulbetrieb aufrechterhalten zu können.

## Vereine

### Förderverein
Der „Förderverein des GutsMuths-Gymnasiums Quedlinburg e. V.“ unterstützt das Schulleben durch finanzielle Beihilfen bei Projekten des GutsMuths-Gymnasiums. So werden die Schulfeste aber auch Neuanschaffungen durch die Mitgliedsspenden cofinanziert.

### L.C. Literaria
Der „L.C. LITERARIA e. V.“ Verein der Freunde des GutsMuths-Gymnasiums Quedlinburg ist ein Club ehemaliger Schüler und Lehrer der Schule und wurde 1908 gegründet.

### Stifter
Für das GutsMuths-Gymnasium wurde eine Stiftung durch eine Person errichtet, die Ausschüttungen erfolgen vollständig für die Belange des Gymnasiums. Der Stifter ist ein ehemaliger Schüler der Schule, er möchte jedoch unbekannt bleiben, so dass die Ausschüttungssumme jährlich anonym überwiesen wird.
Bestrebungen der Schulleitung des Erxleben-Gymnasiums im Rahmen der Zusammenlegung, den Hauptsitz und den Namen des in der Süderstadt gelegenen Gymnasiums im Rahmen der Fusion beizubehalten, scheiterte an den Widerständen in der Bevölkerung sowie der Tradition der GutsMuths-Schule. Ein weiterer Grund wäre der Verlust des Stiftungsbeitrages gewesen, da dieser rein rechtlich nur an die GutsMuths-Schule auszahlbar ist (Namensbindung).

## Pädagogisches Konzept
- Partnerschaften auf wissenschaftlicher Ebene gibt es mit ortsansässigen Julius Kühn-Institut (bzw. mit der früheren Bundesanstalt für Züchtungsforschung an Kulturpflanzen). Hier können Schüler Experimente beispielsweise für Teilnahmen an Jugend forscht durchführen. Auch die Dateninfrastruktur wurde verbessert: so programmierten Schüler der Schule im Rahmen einer Kooperation Teile der früher verwendeten Intranetverwaltungssoftware.[12]
- Das ehemalige Dorothea-Christiane-Erxleben-Gymnasium wird seit 1998 als Ganztagsschule geführt. Die fusionierte Schule wird als Ganztagsschule seit dem Schuljahr 2003/04 geführt.[13] Zur Umsetzung werden nachmittags Freizeitangebote Kurse und Arbeitsgemeinschaften angeboten. Kooperationen mit städtischen Einrichtungen sowie Institutionen und Firmen runden dieses ab. Insgesamt sind bis zu 250 Ganztagesplätze möglich, zum Schuljahr 2007/08 waren die 5. bis 7. Klassen in den Bereich der Ganztagsschule einbezogen.[14]
- Die Schule bemüht sich um außenwirksame Auszeichnungen, dazu gehört neben dem Titel Ganztagsschule für einen Teil der unteren Stufen auch Schule ohne Rassismus – Schule mit Courage (seit 3. September 2004 unter der Patenschaft von Abini und Dirk Zöllner) sowie Gesunde Schule – Balance finden (seit Januar 2009).

## Bekannte Schüler und Lehrer

### Lehrer
- Johannes Spitzmann, Künstler und Professor an der Universität in Halle, wirkte 1920–1944 als Zeichenlehrer[15]
- Hermann Lorenz, war bis 1926 Direktor
- Eitelfriedrich Thom (1933–1993), 1957–1970 Lehrer, Dirigent und Musikwissenschaftler
- Bernd Schobeß, Abitur am GutsMuths-Gymnasium, bis 2010 Kunstlehrer an dieser Schule, Künstler, Fachleiter für Kunst in Sachsen-Anhalt, Kuthe-Preisträger der Stadt Quedlinburg

### Schüler
- August Blencke (1868–1937), Orthopäde
- Hans Koennecke (1896–1936), Offizier, Sportfunktionär und Abgeordneter
- Rolf Hartung (1908–1995), Kunstlehrer in Halle und Egeln sowie nach 1954 am Kaiser-Wilhelm-Gymnasium in Hannover, Dozent in Hannover, Hildesheim und Kiel
- Winrich Mothes (* 1935), Kinderchirurg in Stralsund und Schwerin
- Hendrik Lange (* 1977), Diplom-Biologe und Politiker, Schüler am Süderstadtgymnasium